# Веца (Муреш)
Веца (рум. Veța) насеље је у Румунији у округу Муреш у општини Миеркуреа Ниражулуј. Oпштина се налази на надморској висини од 376 m.

## Становништво
Према подацима из 2002. године у насељу је живело 65 становника, од којих су сви румунске националности.